# Dietenheim
Dietenheim (pronunciación en alemán: /ˈdiːtn̩ˌhaɪ̯m/ⓘ) es una localidad del distrito de Alb-Donau en Baden-Wurtemberg, Alemania, en la margen del río Iller. 